# Florian Lejeune
Florian Lejeune (París, Francia, 20 de mayo de 1991) es un futbolista francés que juega de defensa en el Rayo Vallecano de la Primera División de España.

## Biografía
Lejeune nació en París y comenzó su carrera futbolística en julio de 1998 en el Centro de Formación de Paris, un club deportivo juvenil diseñado para atender sólo a los jugadores de fútbol menores de 19 años, después de unos años jugando en categorías juveniles, en 2008 firma por el RCO Agde, cuarta categoría francesa. En 2009 fichó por el FC Istres, de la Ligue 2.
El 7 de julio de 2011 el diario francés L'Équipe confirmó que había llegado a un acuerdo con el Villarreal C. F. para firmar un contrato por cuatro años por un precio de 1 000 000 €, el cual firmó el contrato tras la conclusión de su participación en la Copa Mundial de Fútbol Sub-20 de 2011, el club lo hizo jugar en el Villarreal C. F. "B" durante los primeros 7 partidos y debutó en la Primera División el 6 de enero de 2011 contra el R. C. D. Espanyol.
En 2013 fue cedido al Stade Brestois 29 de la Ligue 1 durante una temporada, en 2014 quedó libre y fue fichado por el Girona F. C., entonces equipo de la Segunda División de España.
En julio de 2016, tras dos campañas en el Girona entre las que sumó más de 80 partidos, dio el salto a la Primera División al fichar por la S. D. Eibar.
El 4 de julio de 2017 fichó por el Newcastle United F. C. hasta 2022. Tras temporadas en el conjunto inglés, el 11 de septiembre de 2020 regresó al fútbol español para jugar cedido en el Deportivo Alavés. Una vez esta finalizó, permaneció en el club vitoriano firmando por tres años.
El 29 de julio de 2022, tras el descenso del conjunto babazorro a Segunda División, fue cedido al Rayo Vallecano para la temporada 2022-23. Tras la cesión acabó permaneciendo en Vallecas después de llegarse a un acuerdo para su traspaso a finales de julio.